# Waller (Pensilvania)
Waller es un lugar designado por el censo (en inglés, census-designated place, CDP) ubicado en el condado de Columbia, Pensilvania, Estados Unidos. Según el censo de 2020, tiene una población de 45 habitantes.

## Geografía
Waller se encuentra ubicado en las coordenadas 41°14′13″N 76°24′56″O / 41.23694, -76.41556 (41.237015, -76.415627).

## Demografía
Según la Oficina del Censo en 2000 los ingresos medios por hogar en la localidad eran de $36 875 y los ingresos medios por familia eran $40 000. Los hombres tenían unos ingresos medios de $32 500 frente a los $12 083 para las mujeres. La renta per cápita para la localidad era de $18 827. No había habitantes por debajo del umbral de pobreza.